# Острів Ілі
Острів Ілі (англ. Isle of Ely) — історичний регіон навколо міста Ілі в Англії. Нині частина графства Кембриджшир, до 1965 року — окреме графство.
До VII-го століття, місцевість була справжнім островом, оточеним фенськими болотами. Місцевість була привабливою з точки зору важкодоступності та знаходилася під контролем англо-саксонських племен у період середньовіччя. У ранньому середньовіччі на острові було збудовано монастир, але той був зруйнований вікінгами у 870 році. Приблизно у той самий час навколишні болота було осушено завдяки системі каналів, створеними голландськими експертами. Багатьом місцевим мешканцям виступали проти висушування боліт; вандалізм дамб, канав та шлюзів були звичною справою, проте повністю процес осушення завершився наприкінці XVII століття.
Після завоювання Англії норманнами, острів деякий час був базою англійських повстанців, очолюваних графом Моркаром, єпископом Етельвайном та Херевардом. Сили Вільгельма Завойовника захопили острів після тривалої облоги. У 1139 році, під час громадянської війни між королем Стефаном та імператрицею Матильдою, місцевий єпископ Найджел, що підтримував Матильду, безуспішно намагався обороняти острів. У 1143 році Жоффруа де Мандевіль, що повстав проти короля Стефана, облаштував на острові Ілі військову базу. Жоффруа було смертельно поранено наступного року біля Бервілла. У 1216 році, під час першої війни баронів, острів безуспішно оборонявся проти армії короля Іоанна. Також місцеве населення брало участь у повстанні селян 1381 року. Під час цивільної війни в Англії острів використовувався як нейтральна територія для перемовин.